# Вількостово
Вількостово (пол. Wilkostowo, нім. Elsenheim) — село в Польщі, у гміні Александрув-Куявський Александровського повіту Куявсько-Поморського воєводства.
Населення — 213 осіб (2011).
У 1975-1998 роках село належало до Влоцлавського воєводства.

## Демографія
Демографічна структура станом на 31 березня 2011 року:
|          | Загалом | Допрацездатний вік | Працездатний вік | Постпрацездатний вік |
| -------- | ------- | ------------------ | ---------------- | -------------------- |
| Чоловіки | 111     | 19                 | 79               | 13                   |
| Жінки    | 102     | 24                 | 53               | 25                   |
| Разом    | 213     | 43                 | 132              | 38                   |